# Mathieu Larrouy
Pas d'image ? Cliquez ici

a Compétitions nationales et continentales officielles uniquement.

Mathieu Larrouy est un ancien joueur de rugby à XV français, né le 11 octobre 1980 à Saint-Palais (Pyrénées-Atlantiques), qui évoluait au poste de pilier (1,78 m pour 106 kg).
Il rejoint le Rugby club toulonnais pour la saison 2008-09 en compagnie de ses deux compères de première ligne du SC Albi, Guillaume Ribes et Jérôme Filitoga-Taofifenua.

## Carrière
- 1999-2003 : Section paloise
- 2003-2005 : Stade montois
- 2005-2008 : SC Albi
- 2008-2009 : RC Toulon
- 2009-2011 : Saint-Jean-de-Luz olympique

## Palmarès
- Vainqueur des phases finales du championnat de France Pro D2 : 2006